# Казем Даши
Казем Даши (перс. کاظم داشی‎) — остров у северо-западного побережья озера Урмия. Принадлежит Ирану (остан Западный Азербайджан). Ещё 10 лет назад остров был со всех сторон окружён водой, и добраться до него можно было только по воде. Но сейчас в связи с высыханием озера остров соединён с сушей. На острове расположен древний замок Гурчин. Имя острова дано в честь иранского шаха Казым.

## Источник
- Замок Гурчин. gurchiny.narod.ru. Дата обращения: 6 октября 2020.